# Prostitución en Turkmenistán
La prostitución en Turkmenistán es ilegal pero común.  La prostitución ha aumentado dentro del país desde el colapso de la Unión Soviética. La pobreza es una de las principales razones de por qué las mujeres se dedican a la prostitución, a veces bajo la presión de sus propios familiares.
Las prostitutas frecuentan bares, casinos y clubes nocturnos, y algunas son adictas a la heroína. En Daşoguz, en una importante estación de camiones, muchas 'mariposas nocturnas' prestan su servicio a los camioneros en los parques de camiones nocturnos.
La aplicación de la ley es corrupta. La policía tiene como objetivo a los extranjeros que están con prostitutas, diciéndoles que es ilegal que una pareja soltera estén en la misma habitación de un hotel, y luego les piden una ''multa''. Durante las redadas policiales en clubes nocturnas, es probable que toda mujer soltera sea arrestada, bajo la creencia de que sea una prostituta.
El tráfico sexual ha sido un problema de carácter nacional.

## Legislación
El Código Penal turcomano contiene los siguientes artículos que criminalizan la prostitución y sus actividades relacionadas:
Artículo 138:	La práctica de la prostitución
La práctica reiterada de la prostitución en el transcurso de un año, después de que se haya impuesto una sanción administrativa, se castigará con una multa equivalente a 40 sueldos mensuales medianos, o a 2 años de trabajos forzados, o con una pena de 2 años de cárcel.
Artículo 139: Incitación a la prostitución
(1) La incitación a la prostitución será castigado con 2 años de trabajos forzados o con 2 años de cárcel.
(2) Este acto si se lleva a cabo:
(a) De forma reiterada;
(b) Por un grupo de conspiradores;
(c) En relación con un menor de edad;
(d) Mediante el uso de violencia física o la amenaza de su uso;
(e) Mediante chantaje o engaño;
El responsable será sancionado con una pena que va entre 3 y 8 años de cárcel.
Artículo 140: Instalación o mantenimiento de un burdel
(1) La instalación o mantenimiento de un burdel será sancionado con 5 años de cárcel, con o sin la confiscación de bienes, y con o sin la imposición de una orden de residencia obligatoria para un período de entre 2 y 5 años.
(2) Si estos actos son realizados de forma reiterada, el responsable será sancionado entre 3 y 8 años de cárcel, con o sin la confiscación de propiedad, y con o sin una orden de residencia obligatoria para un período de entre 2 y 5 años.
Artículo 141:	Prostitución
(1) El proxenetismo o la prostitución se castigará con 5 años de cárcel, con o sin la confiscación de propiedad.
(2) Si se realiza de forma reiterada, el responsable será castigado con una condena que va de 3 a 8 años de cárcel, con o sin la confiscación de propiedad.

Artículo 142:	Proxenetismo
(1) El proxenetismo con fines lucrativos, es decir, el empleo de prostitutas con fines de explotación sexual, será sancionado con una condena que va desde 2 a 5 años de cárcel, con o sin la confiscación de propiedad.

(2) Si se realiza de forma reiterada, el responsable será castigado con una condena que va de 3 a 8 años de cárcel, con o sin la confiscación de propiedad.

## Entretenimiento VIP
Bajo la dictadura Saparmyrat Nyýazov, se introdujo una nueva forma de prostitución estatal. Se enviaron estudiantes destacados de escuelas secundarias y universidades desde las provincias de la capital, Asjabat, para ser entrenados con el fin de ''entretener'' a altos funcionarios y personalidades importantes.
Los estudiantes fueron elegidos por las funcionarias locales. Debían tener entre 17 y 20 años, ser altos, delgados, y tener buen cabello y dientes. Una vez elegidos, no debían rechazar ese 'honor'. Originalmente  podrían ser de cualquier etnia, pero posteriormente se escogieron solamente a mujeres turcomanas de ''sangre pura''.
Una vez en Asjabat, fueron entrenados mediante normas de vida, lavar vajillas y servir platos. Aquellos que lo hacían como un ''cuerpo'', fueron usadas para servir a funcionarios de menor rango.

## Tráfico sexual
Turkmenistán es un país de origen para mujeres y niños sometidos al tráfico sexual. Las mujeres turcomanas son explotadas sexualmente en el extranjero. Estas víctimas son frecuentemente enviadas hacia Turquía, Rusia y la India, junto con otros países del Medio Oriente, Asia del Sur y Asia Central, y Europa. Los residentes de las zonas rurales del país son los que corren mayor peligro de ser víctimas de la trata de personas, tanto dentro del país como en el extranjero.
El artículo 129/1 del código penal, modificado en noviembre de 2016, define la trata de personas como actos realizados por la fuerza, el fraude o la coacción, pero no parece incluir en su definición las causales del delito, como lo es la explotación. También exime a las víctimas de la trata de responsabilidad penal, por los actos cometidos como resultado de la trata. El artículo 129/1 establece condenas de entre 4 y 25 años de cárcel. En caso de estar involucrada con la prostitución, se le negará a las mujeres menores de 35 años, viajar a países como Turquía o a los Emiratos Árabes Unidos (EAU).
La Oficina de Monitoreo y Combate al Tráfico de Personas del Departamento de Estado de los Estados Unidos, posicionó a Turkmenistán como país de 'Nivel 3'.